# 古屋昭彦
古屋 昭彦（ふるや あきひこ、1946年10月5日 - 2022年4月23日）は、日本の外交官。位階は従三位。
OECD政府代表部公使などを経て、駐南アフリカ特命全権大使などを務めた。

## 人物・経歴
1965年開成高等学校卒業。1970年東京大学法学部を卒業し、外務省入省。同期に高橋利弘（駐ニュージーランド大使）、下荒地修二（駐ベネズエラ大使）など。
1990年在フランス日本国大使館広報担当参事官、1994年在ベトナム日本国大使館公使、1995年外務大臣官房外務参事官兼総合外交政策局国際社会協力部、1996年外務大臣官房審議官兼総合外交政策局国際社会協力部、1997年経済協力開発機構日本政府代表部公使、2000年駐セネガル特命全権大使兼駐カーボ・ヴェルデ特命全権大使兼駐ガンビア特命全権大使兼駐ギニア・ビサオ特命全権大使兼駐マリ特命全権大使兼駐モーリタニア特命全権大使。
2002年国際協力銀行アジア担当理事。
2006年駐南アフリカ特命全権大使兼駐ボツワナ特命全権大使兼駐レソト特命全権大使兼駐ナミビア特命全権大使兼駐スワジランド特命全権大使。
2008年特命全権大使（地球環境問題担当）。2009年の国際連合環境計画第25回管理理事会に日本政府代表として参加。2010年の第8回「気候変動に対する更なる行動」に関する非公式会合では、共同議長を務めた。2011年退官。
2020年瑞宝中綬章受章。2022年4月23日死去。叙従三位。